# معركة تارانتو الأولى
كانت  معركة تارانتو الأولى  (بالإنجليزية: First Battle of Tarentum)‏ إحدى معارك الحرب البونيقية الثانية، والتي دارت في عام 212 ق.م بين القوات القرطاجية بقيادة حنبعل والحامية الرومانية لمدينة تارينتوم بقيادة ماركوس ليفيوس.

## الأوضاع قبل المعركة
بعد كاناي، إنضمت كابوا كبرى مدن مقاطعة كامبانيا والجنوب الإيطالي للقرطاجيين، والتي جعل منها حنبعل قاعدة شتوية لقواته. وفي 212 ق.م، قرر حنبعل التوجه جنوباً نحو مدينة تارينتوم أغنى مدن الجنوب الإيطالي.
كان حنبعل على اتصال مع مجموعة من التارنتيين المعارضين للحكم الروماني، الذين حاولوا من قبل التمرد على الرومان ولكن محاولتهم باءت بالفشل، مما جعل الرومان يقبضون على بعض المعارضين ويرسلونهم إلى روما كرهائن لكي يضمنوا ألا يقوم بقية السكان بأي تمرد. بعد فترة، أُلقي القبض على هؤلاء الرهائن، وهم يحاولون الفرار، وعوقبوا بشدة مما أغضب شعب تارينتوم، الذي جدد اتصالاته مع حنبعل من أجل تحرير أنفسهم.

## هجوم حنبعل
أمضى ماركوس ليفيوس حاكم المدينة الروماني، الليلة التي قرر فيها حنبعل مهاجمة المدينة مع أصدقائه يتناولون الطعام والنبيذ. وفي منتصف الليل، استيقظت على الأبواق الرومانية التي تعلن عن حدوث هجوم. كان حنبعل قد دخل بالفعل المدينة مع 10,000 من جنوده. كان أغلب الجنود الرومان إما نائمين أو في حالة سكر. شدد حنبعل على جنوده ألا يستبيحوا المدينة وألا يمارسوا السلب والنهب، التزاماً باتفاقه مع التارينتيين الذين طلب منهم أن يضعوا العلامات على منازلهم حتى لا يسلبها جنوده. فقط منازل الرومان التي لم يكن عليها العلامات المتفق عليها تعرضت للنهب. نجح ماركوس ليفيوس في الفرار مع جنوده إلى قلعة المدينة التي ظلت تحت سيطرة الرومان حتى انتهاء الحرب.

## النتائج
بسقوط المدينة في أيدي حنبعل، أصبحت جميع مدن جنوب إيطاليا باستثناء ريجيوم تحت سيطرة حنبعل. لم تمض إلا بضعة أيام حتى وصلت أنباء تعرض كابوا لحصار الرومان، فعاد حنبعل إلى كابوا واستطاع فك الحصار مؤقتاً بعد معركة كابوا الأولى.

## الوصلات الخارجية
- الحروب البونيقية

‌